# Povstání podzimní sklizně
Povstání podzimní sklizně (zjednodušené znaky: 秋收起义, tradiční znaky: 秋收起義, pinyin: Qīushōu Qǐyì) je název pro sérii neúspěšných rolnických povstání organizovaných na podzim 1927 komunistickými veliteli v čínských provinciích Chu-nan a Chu-pej, z jejichž pozadí vychází postava Mao Ce-tunga.

## Nástin událostí
Po nezdařeném Nan-čchangském povstání utrpěla Komunistická stana Číny období velkých neúspěchů. Ústřední výbor KS Číny přijal v polovině srpna 1927 rezoluci s názvem „Plán povstání v Chu-peji a Chu-nanu“, který načrtl řadu vzbouření kolektivně nazývaných jako „Povstání podzimní sklizně“. K uskutečnění revolučního převratu politbyro KS Číny rozhodlo, že nejprve musí dojít k povstání lidu, s vojenskou silou jako druhotní, sloužící pro následnou obranu výdobytku revoluce. Byla zavedena nová politika, která podněcovala členy stany, aby organizovaly ozbrojená povstání v městských a venkovských oblastech. Do čela povstalců se tak dostali nezaměstnaní a nespokojení horníci, místní militaristé, rolníci i bandité.
Povstání podzimní sklizně na rozdíl od Kantonské komuny a dalších povstání organizovaných Kominternou a zacílených výhradně na změnu společenského řádu ve městech, byla tato povstání orientována na venkov. Jejich hesla, např. „ani zrno z nové sklizně statkářům“, „zabavte půdu středním a velkým hospodářům“, "vyhlaďte vesnické tyrany, bohaté panstvo a všechny kontrarevolucionáře“, byla rolníkům blízká, a získala komunistické straně mezi venkovským obyvatelstvem velké sympatie. Tyto slogany podtrhují záměr povstání svrhnout Kuomintangskou vládu (KMT) a nastolit vládu lidu. Správu povstaleckých území začaly postupně přebírat orgány „dělnicko-rolnické diktatury“, které se nazývaly „sověty“. Avšak až do roku 1930 neexistovaly stabilní revoluční základny. Ozbrojené jednotky kontrolované KS Číny se přemisťovaly, aby se vyhnuly střetnutí s nepřítelem, a svá stanoviště budovala tam, kde nacházely dobré zázemí.

## Výsledek
Všechna povstání byla neúspěšná nebo si povstalci dobytá území nedokázali udržet a museli se stáhnout. Mao Ce-tung se svou skupinou ustoupil do horské oblasti Ťing-kang-šan, na hranicích Chu-nanu -Ťiang-si. Povstání skončila neúspěchem hlavně kvůli špatné organizaci, nedostatečnému vedení a politické nezralosti. Koncem roku 1927 bylo komunistické hnutí v Číně na nejnižším stupni, trpělo velkými oběťmi a její organizace ve městech musela být utajována.